# Chérubin d'Orsière
Chérubin d'Orsière, mort en 1545 ou 1546, est un prélat français, évêque de Digne au XVIe siècle.

## Biographie
Chérubin d'Orsière est aumônier de la reine. Après la mort en 1531 de Claude d'Haussonville, évêque de Sisteron, Chérubin est élu, par les chanoines, évêque de ce diocèse, mais son élection ne reçoit pas l'approbation du roi. Chérubin d'Orsière est nommé évêque de Digne le 14 août 1536.

## Source
- La France pontificale (Gallia Christiana), Paris, s.d.
- (en) Notice sur Catholic-Hierarhy.org